# NGC 5025
NGC 5025 este o liner situată în constelația Câinii de Vânătoare. A fost descoperită în 20 martie 1787 de către William Herschel. Se află la o distanță de 77,27 de megaparseci de Pământ.